# Шумадинка (лист)
Шумадинка: Листъ за кньижевность, забаву и новости је српски књижевни и забавни лист. Лист је штампан у Београду. Излазио је од 1850. године, до 1857. године.

## Историјат
Kрајем 1849.] године Ненадовић, тада професор Београдске гимназије, објавио је да покреће књижевни лист Подунавка, јер је буна од 1848. године угушила све српске књижевне листове. Намера уредника је била да буде лист књижевни, али да неће занемарити политику. Али у последњем тренутку 5. јануара 1850. године, лист је променио име у Шумадинка, и под тим именом почиње да излази од 1850. године. Шумадинка је била забавна и књижевна, али је много места поклањала  политичким вестима. Она је представљала први либерални лист у Србији, прво гласило либералних идеја. Ненадовић је био напредан дух, познат по својим републиканским симпатијама, његов српски патриотизам није хтео да зна  за званичне разлоге који су налагали туркофилску и аустрофилску политику, и он је брзо дошао у сукоб са влашћу.
Шумадинка је часопис који је излазио током 1850. године, током 1852. године, од 1854. до 1857. године. То је политички лист либералних идеја. Због таквог садржаја 4. августа 1850. године је била забрањена. Поново је покренута 1. јануара 1852. године, али је и даље извештавала о политичким приликама. Врло популарна међу млађим читаоцима имала је велики број претплатника и ван Србије (Аустрија, Босна, Бугарска, Румунија). Борећи се стално са цензуром и претплатничком нетачношћу. Шумадинка је у неколико махова престајала излазити док 31. децембра 1857. године није сасвим обустављена. 
У часопису се налазе и рекламе књига које одишу захтевима за грађанским слободама и слободоумљем. Поводом објаве Дан. Медаковића да ће штампати дела Доситеја Обрадовића, записао је: Ми до сада имамо једног народног учитеља, а то је Доситеј, то је она звезда преодница која се прва на нашем мутном небу појавила и мрак и сујеверје почела гонити...

## Периодичност излажења
Лист је излазио једном недељно; два пута недељно; три пута недељно; једанпут недељно.

## Место издавања и штампарија
Лист је штампан у Београду, у Кньигопечатньи Княжества Србіє.

## Галерија
- Шумадинка, 1852. година
- Шумадинка, 1856. година
- Шумадинка, 1857. година